# Wiesław Cisek
Wiesław Adam Cisek (ur. 2 stycznia 1963 w Radymnie) – były polski piłkarz, reprezentant kraju, trener piłkarski i działacz sportowy.
W reprezentacji narodowej rozegrał dwanaście meczów i strzelił dwie bramki, debiutował 19 sierpnia 1987 w Lubinie w wygranym meczu z reprezentacją NRD (2:0). Obecnie jest prezesem i trenerem Ludowego Klubu Sportowego Arka Albigowa. 

## Reprezentacja Polski
| l.p. | Data                 | Miejsce     | Przeciwnik        | Rezultat | Rozgrywki   | Grał   | Uwagi        |
| ---- | -------------------- | ----------- | ----------------- | -------- | ----------- | ------ | ------------ |
| 1.   | 19 sierpnia 1987     | Lubin       | NRD               | 2:0      | towarzyski  | 90'    |              |
| 2.   | 2 września 1987      | Bydgoszcz   | Rumunia           | 3:1      | towarzyski  | do 74' |              |
| 3.   | 23 września 1987     | Warszawa    | Węgry             | 3:2      | el. ME 1988 | od 46' | Żółta kartka |
| 4.   | 27 października 1987 | Bratysława  | Czechosłowacja    | 1:3      | towarzyski  | od 70' |              |
| 5.   | 6 lutego 1988        | Hajfa       | Rumunia           | 2:2      | towarzyski  | od 30' | Gol · Gol    |
| 6.   | 10 lutego 1988       | Ramat Gan   | Izrael            | 3:1      | towarzyski  | do 45' |              |
| 7.   | 23 marca 1988        | Belfast     | Irlandia Północna | 1:1      | towarzyski  | od 84' |              |
| 8.   | 22 maja 1988         | Dublin      | Irlandia          | 1:3      | towarzyski  | 90'    |              |
| 9.   | 1 czerwca 1988       | Moskwa      | ZSRR              | 1:2      | towarzyski  | do 45' |              |
| 10.  | 13 lipca 1988        | New Britain | Stany Zjednoczone | 2:0      | towarzyski  | od 73' |              |
| 11.  | 15 lipca 1988        | Toronto     | Kanada            | 2:1      | towarzyski  | od 67' |              |
| 12.  | 24 sierpnia 1988     | Białystok   | Bułgaria          | 3:2      | towarzyski  | od 68' |              |